# パジャマゲーム
『パジャマ・ゲーム』（The Pajama Game）は、1953年のリチャード・ビゼル著による小説『7½ Cents』を原作とするミュージカル。ジョージ・アボットとビゼルが脚本を執筆し、リチャード・アドラーとジェリー・ロスが作詞作曲した。ボブ・フォッシーの振付デビュー作である。パジャマ工場の労働者のトラブルやロマンスを描いている。
1954年5月13日、セント・ジェームス・シアターにてオリジナル・ブロードウェイ・プロダクションが開幕し、終盤にはシュバート・シアターで短期間上演しつつ計1,063回上演された。1973年に再演された他、2006年にはラウンダバウト・シアター・カンパニーによる再演が行なわれた。オリジナル・ブロードウェイ・プロダクションはフレデリック・ブリッソン、ロバート・E・グリフィス、ハロルド・S・プリンスがプロデュースし、トニー賞 ミュージカル作品賞を受賞した。2006年のブロードウェイ再演ではトニー賞ミュージカル再演作品賞を受賞した。以降本作は地方劇団や学校演劇などで人気となっている。
1955年10月13日、ロンドン・コロシアムにてウェスト・エンド・プロダクションが開幕し、588回上演された。

## 登場人物
シド・ソロークン
ハンサムな新工場長。労働争議で対立する立場ながらベイブと恋に落ちる。
キャサリン・ウィリアムズ（愛称"ベイブ"）
労働組合苦情処理委員会のリーダー。シドと恋に落ちる。
マイロン・ハスラー（愛称"オールドマン"）
厳しい社長で秘密がある。
グラディス・ホッチキス
ハスラーの魅力的で頭の回転が速い秘書。ハインズと交際しているがプレッツから追いかけられる。
ヴァーノン・ハインズ
工場の時間記録係。グラディスが浮気していると思い嫉妬する。
プレッツ
労働組合長。既婚者だが女癖が悪い。
メイベル
工場の面倒見の良い女性でシドの秘書。
メイ
苦情処理委員会の口うるさいメンバー。プレッツの口説きに乗り驚かせる。
パップ
ベイブの優しく愛想の良い父親。
マックス
セールスマン。
チャーリー
工場労働者で雑用係。
ジョー
工場労働者でプレッツの右腕。
ブレンダ
苦情処理委員会のメンバー。
ヴァージニア
女性工場労働者で活動家。
プープシー
女性工場労働者で組合活動家。
ガス
シドに倒される工場労働者。

## あらすじ
第1幕
アイオワ州シーダーラピッズにあるスリープタイト・パジャマ工場の生産効率向上の専門家であるヴァーノン・ハインズは第四の壁を通して物語を紹介する("The Pajama Game Opening")。工場では労働者たちが過酷な状況下でパジャマを量産している("Racing with the Clock")。そんなさなか、シド・ソロークンが新たな工場長としてよその街からやってくる("A New Town Is a Blue Town")。プレッツが率いる労働組合は時給を7.5セント賃上げするよう求めているが、マイロン・ハスラー社長はこれを認めない。キャサリン・ウィリアムズ（愛称"ベイブ"）は労働組合苦情処理委員会のリーダーである。シドとベイブは対立する立場でありながら、互いに一目ぼれする。同僚たちに冷やかされながら、ベイブはシドを振った形になる("I'm Not At All in Love")。ハインズは社長秘書のグラディス・ホッチキスと交際しているが、嫉妬深すぎてグラディスに嫌がられる。2人の喧嘩を目撃し、シドの秘書のメイベルはハインズが嫉妬深さを脱却できるようアドバイスする("I'll Never Be Jealous Again")。ベイブに再び振られたシドは録音再生機に愚痴を言う("Hey There")。
恒例の社員ピクニックが社歌「スリープタイト」で開幕する("Sleep-Tite")。ハインズは酔っ払って投げナイフを披露し、頭上のリンゴに当てようとしてベイブに刺さりそうになる。プレッツはグラディスを追いかけるが断られる("Her Is")。ベイブはシドと仲良くなり、皆でダンスを踊る("Once a Year Day")。ピクニックの参加者たちが帰宅し始め、プレッツがメイにちょっかいを出すと思いのほか良い反応である("Her Is 〈Reprise〉 ")。ベイブの家で、シドのロマンチックな誘いはベイブの無関係な会話でそらされる("Small Talk")。やがて打ち解け互いの愛を認める("There Once Was a Man")。しかし工場に戻ると2人の距離は離れていく。ベイブの強い協力により、組合は労働ペースを落とす("Racing with the Clock 〈Reprise〉 ")。シドは工場長として誠実な労働を求め、真っ当に働かない者は解雇すると脅す。しかしベイブは目的達成のために戦う決意を持ち、わざと工場ラインを乱して故障させ、シドは不本意ながらもベイブを解雇する。ベイブが去り、シドはベイブとの恋愛はやはり間違いだったのかと考え始める("Hey There 〈Reprise〉 ").
第2幕
組合の会議にて、プレッツによるスローガンの後、グラディス（2006年再演ではメイ）が男性たちを率いてダンスを披露する("Steam Heat")。会議の後、苦情処理委員会はベイブの家に集まり、わざとパジャマのサイズを上下違えたり、ズボンのボタンが外れるようにするなどの戦略を練る。プレッツとメイの関係は終わりに近づき、シドがやって来てベイブと仲直りを試みる。シドへの想いに反してベイブはシドを遠ざける("Hey There 〈Reprise〉 ")。
工場において、女性労働者たちはハインズに労働ペースが落ちているのはハインズのせいではないとして安心させる("Think of the Time I Save")。ハインズは営業のマックスと会議でイリノイ州ピオリアで起きた事件について話し合う。ハインズがパジャマのズボンの試着に呼ばれるが、グラディスがやってきた途端にズボンが落ちる。グラディスはハインズがふざけていると思って怒って追い出す。ベイブの組合への熱意を確信するシドは、グラディスをナイトクラブのヘイルナンドズ・ハイドアウェイに連れ出す("Hernando's Hideaway")。シドはグラディスから帳簿の棚の鍵を手に入れる。ハインズとベイブはシドとグラディスが一緒にいるのを目撃して誤解する。ベイブは出て行き、シドは妄想が現実になったと嫉妬する("I'll Never Be Jealous Again Ballet")。
シドはグラディスの鍵を使って帳簿を入手し、ハスラーが帳簿上はすでに7.5セント賃上げし、差額を自分のものにしていることを発見する。嫉妬に狂ったハインズはグラディスの事務室に侵入し、シドとグラディスにナイフを投げ、ハスラーは自分が狙われていると勘違いする。ハインズを拘束し、シドはハスラーに賃上げの同意を得て組合争議へと急ぐ("7½ Cents")。賃上げのニュースは工場に平和をもたらし、ベイブと仲直りする("There Once Was a Man 〈Reprise〉 ")。従業員たちは自社のパジャマを着てヘルナンドズ・ハイドアウェイで祝宴を上げる("The Pajama Game Finale")。

## 使用楽曲
| 第1幕 - "The Pajama Game Opening" - ハインズ - "Racing With the Clock" - 工場労働者 - "A New Town Is a Blue Town" - シド - "I'm Not At All in Love" - ベイブ、女性工場労働者 - "I'll Never Be Jealous Again" - メイベル、ハインズ - "Hey There" - シド - "Racing With the Clock" (Reprise) - 工場労働者 - "Sleep-Tite" - カンパニー - "Her Is" - プレッツ、グラディス - "Once a Year Day" - シド、ベイブ、カンパニー - "Her Is" (Reprise) - プレッツ、メイ - "Small Talk" - シド、ベイブ - "There Once Was a Man" - シド、ベイブ - "Hey There" (Reprise) - シド | 第2幕 - "Steam Heat" - グラディス（2006年版ではメイ）、ボックス・ボーイズ - "The World Around Us"（2006年版で追加） - シド - "Hey There" (Reprise) - ベイブ - "If You Win, You Lose"（2006年版で追加） - シド、ベイブ - "Think of the Time I Save" - ハインズ、女性工場労働者 - "Hernando's Hideaway" - グラディス、カンパニー - "The Three of Us (Me, Myself and I)"（2006年版で追加） - ハインズ、グラディス - "7½ Cents" - プレッツ、ベイブ、工場労働者 - "There Once Was a Man" (Reprise) - シド、ベイブ - "The Pajama Game Finale" - フル・カンパニー |

### 特記
「"There Once Was a Man"」と「"A New Town Is a Blue Town"」の2曲はクレジット無しであるがフランク・レッサーの作曲である。

#### "Hernando's Hideaway"
2006年再演において、シド（ハリー・コニック・ジュニア）、グラディス（ミーガン・ローレンス）、カンパニーが登場する「"Hernando's Hideaway"」のシーンでハリー・コニック・ジュニアがピアノを演奏した。演出家のキャスリーン・マーシャルはハリー・コニック・ジュニアは演奏時間や曲調を変えずに即興でアドリブができると語った。

#### "Steam Heat"
オリジナル・プロダクションおよび映画版では特徴的なダンス曲「"Steam Heat"」はグラディスが踊っていた。2006年再演版ではグラディスでなくメイ（ジョイス・チティック）が登場した。演出家のキャスリーン・マーシャルは「ハインズはグラディスを浮気していると責めるが実際は浮気をしていない。グラディスが組合員全員の前でそう宣言するのに意味があるのか。それにグラディスは社長秘書なのに労働組合の会議に出席するだろうか。グラディスがシドと出掛けて本当に酔っ払って気を許すまでそうさせない方が良いと思う」と語った。

#### 2006年再演での新曲

##### "The Three of Us (Me, Myself and I)"
リチャード・アドラー作詞作曲。終盤でハインズ（マイケル・マッキーン）がグラディス（ミーガン・ローレンス）と共に演じる。1964年にアドラーがジミー・デュランテのために作曲したものとされる。マッキーンによると、デュランテが自身のパフォーマンスで使用していたが、レコーディングは残っていない。1966年、この曲はスティーヴン・ソンドハイムの「Evening Primrose」も制作された『ABC Stage 67』のテレビ・ミュージカル「Olympus 7-000」で使用された。ハインズ役オリジナル・ブロードウェイ・キャストで映画版にも出演したエディ・フォイ・ジュニアはドナルド・オコーナー、ラリー・ブライデン、フィリス・ニューマンと共に「Olympus 7-000」でこの曲を演奏し、コマンド・レコードによるサウンドトラック・アルバムで歌唱した。

##### "The World Around Us"
1954年の初演のプレビュー公演および本公演開幕時に使用されたが、初週にカットされベイブの「"Hey There"」リプライズに置き換えられた。これにより、第2幕は「"There Once was a Man"」のリプライズ以外は曲がなくなった。2006年再演で復活し、シド役のハリー・コニック・ジュニアが第2幕で歌唱することとなった。

##### "If You Win, You Lose"
リチャード・アドラー作詞作曲。1973年の再演において、第2幕の「"Hey There"」の代わりに新曲「"Watch Your Heart"」が使用された。「"If You Win, You Lose"」と改題し、2006年の再演および近年のプロダクションで使用されている。

## プロダクション

### 1954年、オリジナル・ブロードウェイ・プロダクション
1954年5月13日、セント・ジェームス・シアターにてオリジナル・ブロードウェイ・プロダクションが開幕し、1,063回上演ののち1956年11月24日に閉幕した。ジョージ・アボットとジェローム・ロビンズが演出し、ボブ・フォッシーが振付師としてブロードウェイ・デビュー作となった。装置および衣裳デザインはラミュエル・エイヤーズが担当した。オリジナル・キャストとしてエディ・フォイ・ジュニアがハインズ役、スタンリー・プレイガーがプレッツ役、ゴードン・ウッドブランがジョー役、ラルフ・ダンがハスラー役、キャロル・ヘイニーがグラディス役、ジョン・レイトがシド役、リタ・ショウがメイベル役、バス・ミラーがセカンド・ヘルパー役、ジャニス・ペイジがベイブ役、レイ・アレンがプーピー役、ジャック・ウォルドロンがセールスマン役に配役された。
当時20歳で無名であったシャーリー・マクレーンがグラディス役のキャロル・ヘイニーのアンダースタディとして出演していたことで知られる。開幕後まもなくの1954年5月下旬、ヘイニーが足首の怪我で出演不可能となった時に代役で出演していた。映画監督でプロデューサーのハル・B・ウォリスはマクレーンの出演回を観劇し、マクレーンをパラマウント・ピクチャーズと契約させた。
トニー賞においてミュージカル作品賞、ミュージカル助演女優賞（ヘイニー）、振付賞（フォッシー）を受賞した。

### 1955年、オリジナル・ロンドン・プロダクション
1955年10月13日、ロンドン・コロシアムにて開幕してヒットし、588回上演された。エドマンド・ホックリッジがシド役、ジョイ・ニコルズがベイブ役を演じた。ミュージカルにめったに出演しないマックス・ウォールがハインズ役を演じ、のちにミュージカル『あなただけ今晩は』主演でスターとなるエリザベス・シールがグラディス役を演じた他、フランク・ローレスがプレッツ役を演じた。

### 1957年、オリジナル・オーストラリア・ニュージーランド・プロダクション
1957年2月2日、メルボルンのハー・マジェスティ・シアターにてJ.C.ウィリアムソンによるオリジナル・オーストラリア・プロダクションが開幕した。
トニ・ラモンドがベイブ役、ウィリアム・ニューマンがシド役、キース・ピータースンがハインズ役、ジル・ペリーマンがメイベル役、ドン・リチャーズがプレッツ役、ティッキ・テイラーがグラディス役を演じた。
その後6月12日からシドニーのエンパイア・シアター、11月12日からブリスベンのハー・マジェスティ・シアターで上演された後、12月26日からメルボルンのハー・マジェスティ・シアターに戻り上演された。
1958年5月3日、パースにあるハー・マジェスティ・シアターでツアー公演が開幕し、6月18日からアデレードにあるシアター・ロイヤルで上演された。
オーストラリア公演ののち、1958年2月10日からニュージーランド・ツアー公演がオークランドのヒズ・マジェスティ・シアターで開幕し、3月12日からウェリントンにあるグランド・オペラ・ハウスで上演され閉幕した。

### 1957年、映画版
1957年、ワーナー・ブラザースにより映画版『パジャマゲーム』が公開され、ベイブ役がドリス・デイ、プレッツ役がジャック・ストロウに変更となった以外はオリジナル・ブロードウェイ・キャストが演じた。

### 1973年、ブロードウェイ再演
1973年12月9日、ラント・フォンテイン・シアターにて開幕したが、65回上演のみで1974年2月3日に閉幕した。オリジナル・プロダクションの演出家の1人であるジョージ・アボットが演出し、ゾーヤ・レポースカが振付を担当した。ハル・リンデンがシド役、バーバラ・マクネアがベイブ役、キャブ・キャロウェイがハインズ役を演じた。

### 1999年、ウェスト・エンド再演
1999年10月、バーミンガム・レパートリー・シアターからトロントを経てヴィクトリア・パレス・シアターにてウェスト・エンド再演が上演された。サイモン・キャロウが演出した。ベイブ役はバーミンガムではウルリカ・ジョンソン、トロントではカミラ・スコット、ロンドンではレスリー・アッシュが演じた。シド役はグラハム・ビックリーが演じ、ドラ・アワードの主演男優賞にノミネートされた。他にジョン・ヘグリー、アニタ・ドブソンが出演し、デイヴィッド・ビントリーが振付を担当した。1999年12月18日に閉幕した。

### 2006年、ブロードウェイ再演
2006年2月23日、ジェフリー・リチャーズ、ジェイムス・フルド・ジュニア、スコット・ランディスによる改訂版がラウンダバウト・シアター・カンパニーにより再演され、プレビュー公演41回、本公演129回上演ののち6月17日に閉幕した。キャスリーン・マーシャルが振付および演出を担当し、ハリー・コニック・ジュニアがシド役としてブロードウェイ・デビューし、ケリー・オハラがベイブ役、マイケル・マッキーンがハインズ役、ロズ・ライアンがメイベル役、ミーガン・ローレンスがグラディス役を演じた。オリジナルの作曲家のリチャード・アドラーが追加の3曲を作曲した。ジョージ・アボットとリチャード・ビゼルによるオリジナルの脚本はピーター・アッカーマンにより改訂された。5月9日、2枚組アルバム『Harry on Broadway, Act I』がリリースされ、1枚目は本作のキャスト・レコーディング、2枚目はコニック・ジュニアとオハラによる2001年のミュージカル『Thou Shalt Not』からの抜粋となっている。

### 2013年/2014年、チチェスター・フェスティバル劇場およびウェスト・エンド再演
2013年4月22日、チチェスター・フェスティバル劇場のミネルヴァ劇場で開幕し、リチャード・アイアが演出を担当し、テレビ司会者のゲイリー・ウィルモットが出演した。チケットは連日完売し、6月8日に閉幕した。2014年5月1日、ウェスト・エンドにあるシャフテスバリー・シアターに移行し、数多くの全国的なメディアから好意的な評価を得た 。シャフテスバリー・シアターでは一定期間上演され、2014年9月13日に閉幕した。

### 日本での上演
1989年4月3日・4日に『ザ・パジャマゲーム』と題してミュージカルカンパニー イッツフォーリーズによりアトリエ・フォンテーヌで上演。演出・脚色は忠の仁。

#### 2017年
ミュージカル・コメディ『パジャマゲーム』と題し、2017年9月25日から10月15日まで日本青年館ホール、10月19日から29日まで梅田芸術劇場シアター・ドラマシティで上演された。
キャスト
- ベイブ・ウィリアムス： 北翔海莉
- シド・ソローキン： 新納慎也
- グラディス： 大塚千弘
- プレッツ： 上口耕平
- チャーリー： 廣瀬友祐
- メイベル：阿知波悟美
- ハスラー：佐山陽規
- ハインズ：栗原英雄

スタッフ
- 脚本：ジョージ・アボット、リチャード・ビッセル
- 作詞・作曲：リチャード・アドラー、ジュリー・ロス
- 翻訳・訳詞：高橋知伽江
- 演出：トム・サザーランド
- 振付：ニック・ウィンストン

## 受賞歴

### 1954年、オリジナル・ブロードウェイ・プロダクション
| 年   | 賞       | 部門                   | ノミネート者       | 結果 |
| ---- | -------- | ---------------------- | ------------------ | ---- |
| 1955 | トニー賞 | ミュージカル作品賞     | ミュージカル作品賞 | 受賞 |
| 1955 | トニー賞 | ミュージカル助演女優賞 | キャロル・ヘイニー | 受賞 |
| 1955 | トニー賞 | 振付賞                 | ボブ・フォッシー   | 受賞 |

### 2006年、ブロードウェイ再演
| 年   | 賞                       | 部門                                     | ノミネート者                             | 結果       |
| ---- | ------------------------ | ---------------------------------------- | ---------------------------------------- | ---------- |
| 2006 | トニー賞                 | ミュージカル再演作品賞                   | ミュージカル再演作品賞                   | 受賞       |
| 2006 | トニー賞                 | ミュージカル主演男優賞                   | ハリー・コニック・ジュニア               | ノミネート |
| 2006 | トニー賞                 | ミュージカル主演女優賞                   | ケリー・オハラ                           | ノミネート |
| 2006 | トニー賞                 | ミュージカル助演女優賞                   | ミーガン・ローレンス                     | ノミネート |
| 2006 | トニー賞                 | ミュージカル演出賞                       | キャスリーン・マーシャル                 | ノミネート |
| 2006 | トニー賞                 | 振付賞                                   | キャスリーン・マーシャル                 | 受賞       |
| 2006 | トニー賞                 | 編曲賞                                   | ディック・リーブ ダニー・トルーブ        | ノミネート |
| 2006 | トニー賞                 | 装置デザイン賞                           | デレク・マクレーン                       | ノミネート |
| 2006 | トニー賞                 | 衣裳デザイン賞                           | マーティン・パクルディナス               | ノミネート |
| 2006 | ドラマ・デスク・アワード | 再演ミュージカル作品賞                   | 再演ミュージカル作品賞                   | ノミネート |
| 2006 | ドラマ・デスク・アワード | ミュージカル主演男優賞                   | ハリー・コニック・ジュニア               | ノミネート |
| 2006 | ドラマ・デスク・アワード | ミュージカル主演女優賞                   | ケリー・オハラ                           | ノミネート |
| 2006 | ドラマ・デスク・アワード | ミュージカル演出賞                       | キャスリーン・マーシャル                 | ノミネート |
| 2006 | ドラマ・デスク・アワード | 振付賞                                   | キャスリーン・マーシャル                 | 受賞       |
| 2006 | ドラマ・デスク・アワード | 編曲賞                                   | ダニー・トルーブ ディック・リーブ        | ノミネート |
| 2006 | ドラマ・デスク・アワード | 装置デザイン賞                           | ブライアン・ローナン                     | ノミネート |
| 2006 | 海外批評家サークル賞     | 再演ミュージカル作品賞                   | 再演ミュージカル作品賞                   | ノミネート |
| 2006 | 海外批評家サークル賞     | ミュージカル主演男優賞                   | ハリー・コニック・ジュニア               | ノミネート |
| 2006 | 海外批評家サークル賞     | ミュージカル主演女優賞                   | ケリー・オハラ                           | ノミネート |
| 2006 | 海外批評家サークル賞     | ミュージカル助演男優賞                   | ピーター・ベンソン                       | ノミネート |
| 2006 | 海外批評家サークル賞     | ミュージカル助演女優賞                   | ミーガン・ローレンス                     | ノミネート |
| 2006 | 海外批評家サークル賞     | ミュージカル演出賞                       | キャスリーン・マーシャル                 | ノミネート |
| 2006 | 海外批評家サークル賞     | 振付賞                                   | キャスリーン・マーシャル                 | 受賞       |
| 2006 | 海外批評家サークル賞     | 衣裳デザイン賞                           | マーティン・パクルディナス               | ノミネート |
| 2006 | シアター・ワールド賞     | シアター・ワールド賞                     | ハリー・コニック・ジュニア               | 受賞       |
| 2007 | グラミー賞               | ベスト・ミュージカル・ショー・アルバム賞 | ベスト・ミュージカル・ショー・アルバム賞 | ノミネート |

## レコーディング
- 1954年版キャスト・レコーディング。当初コロムビア・レコードからリリースされたが、現在ソニー・マスターワークスで入手可能である[20]。
- 1957年映画版サウンドトラック。当初コロムビア・レコードからリリースされたが、現在コレクタブル・レコードで入手可能である。
- オーストラリア・キャスト版EP。ニュージーランド・ツアーにて収録された。収録曲は「"The Pajama Game"」、「"Her Is"」、「"Hey There"」、「"I'll Never Be Jealous Again"」、「"7 1/2 Cents"」である[21]。
- 2006年再演版『Harry on Broadway, Act I』。2枚組で1枚目にはブロードウェイ・キャスト・レコーディングが収録され、2枚目はソニーの企画により2001年のハリー・コニック・ジュニア作曲によるミュージカル『Thou Shalt Not』の楽曲をハリー・コニック・ジュニアとケリー・オハラにより新たにレコーディングされた。プロデュースはトレイシー・フリーマンとハリー・コニック・ジュニアによる。